# NGC 450
NGC 450 é uma galáxia espiral barrada (SBc) localizada na direcção da constelação de Cetus. Possui uma declinação de -00° 51' 41" e uma ascensão recta de 1 horas, 15 minutos e 30,4 segundos.
A galáxia NGC 450 foi descoberta em 1 de Outubro de 1785 por William Herschel.